# Promozione 1982-1983
Nella stagione 1982-1983, la Promozione era il sesto livello del calcio italiano (il primo livello regionale).
Il campionato è strutturato in vari gironi all'italiana su base regionale, gestiti dai Comitati Regionali di competenza. Promozioni alla categoria superiore e retrocessioni in quella inferiore non erano sempre omogenee; erano quantificate all'inizio del campionato dal Comitato Regionale secondo le direttive stabilite dalla Lega Nazionale Dilettanti, ma flessibili, in relazione al numero delle società retrocesse dal Campionato Interregionale e perciò, a seconda delle varie situazioni regionali, la fine del campionato poteva avere degli spareggi sia di promozione che di retrocessione.

## Campionati
- Promozione Abruzzo 1982-1983
- Promozione Basilicata 1982-1983
- Promozione Calabria 1982-1983
- Promozione Campania-Molise 1982-1983
- Promozione Emilia-Romagna 1982-1983
- Promozione Friuli-Venezia Giulia 1982-1983
- Promozione Lazio 1982-1983
- Promozione Liguria 1982-1983
- Promozione Lombardia 1982-1983
- Promozione Marche 1982-1983
- Promozione Piemonte-Valle d'Aosta 1982-1983
- Promozione Puglia 1982-1983
- Promozione Sardegna 1982-1983
- Promozione Sicilia 1982-1983
- Promozione Toscana 1982-1983
- Promozione Trentino-Alto Adige 1982-1983
- Promozione Umbria 1982-1983
- Promozione Veneto 1982-1983